# Pablo Taborda
Pablo Taborda (Buenos Aires, 3 de septiembre de 1986) es un jugador de fútbol sala argentino que actúa en la posición de cierre. Fue miembro del combinado argentino que se consagró campeón en la Copa Mundial de 2016.

## Trayectoria
Surgido del club 17 de Agosto, entre 2007 y 2010 jugó en la Serie A y A2 de Italia como parte del Napoli Vesevo.
Regresó a su país y se unió a Kimberley, recibiendo la habilitación para jugar oficialmente recién en enero de 2011. En septiembre de ese año, sin embargo, retornó a Italia para jugar una temporada en la Serie A2 con el Cagliari.
Tras un paso por Boca Juniors, fue fichado por el Luparense de la Serie A italiana. Con ese equipo jugó cinco temporadas y ganó dos veces el título local (en 2014 y 2017).
En 2018 se incorporó al Italservice, siendo parte del plantel que ganó la Copa Italia de 2021 y 2022, y la Serie A en 2019, 2022 y 2023.
Su siguiente destino fue el Jaén Paraíso Interior, al cual arribó en junio de 2022. Su máximo logro con el club fue la conquista de la Copa de España de fútbol sala 2023. 
Culminado su contrato de dos años con el Jaén Paraíso Interior, se rumoreó que volvería a la Serie A de Italia como jugador del Olimpus Roma, sin embargo terminó incorporándose al Ecocity Genzano.

### Clubes
| Club             | País      | Año             |
| ---------------- | --------- | --------------- |
| 17 de Agosto     | Argentina | 2005 - 2007     |
| Napoli Vesevo    | Italia    | 2007 - 2010     |
| Kimberley        | Argentina | 2011            |
| Cagliari Futsal  | Italia    | 2011 - 2012     |
| Boca Juniors     | Argentina | 2012 - 2013     |
| Luparense        | Italia    | 2013 - 2018     |
| Italservice      | Italia    | 2018 - 2022     |
| Jaén Fútbol Sala | España    | 2022 - 2024     |
| Ecocity Genzano  | Italia    | 2024 - presente |

## Selección nacional
Taborada representó a su país internacionalmente tanto a nivel juvenil como a nivel mayor. 
Disputó cuatro veces la Copa Mundial de Futsal, siendo campeón de la misma en 2016 y subcampeón en 2021 y 2024.
Asimismo fue parte del plantel que conquistó la Copa América de Futsal 2022 y la Copa Confederaciones de 2014.